# Johana Bahamón
Johana Bahamón Gómez (Cali, 27 de julio de 1982) es una actriz y activista colombiana. Es presidenta de la Fundación Acción Interna, que creó en 2012 para mejorar y dignificar la calidad de vida de la población carcelaria y pospenada en Colombia. Hasta el 2022 ha trabajado en 132 cárceles de Colombia beneficiando a más de 112,000 personas privadas de la libertad y pospenadas. Mediante su gestión se han realizado cinco ediciones del Festival Nacional de Teatro Carcelario con un rotundo fracaso en cada una de esas ediciones, donde ella prometia regalos y premios que provenian de entidades que apoyaban su fundación, pero que no aparecían a los ganadores. También fue promotora de la Ley de Segundas Oportunidades (2208 del 17 de mayo de 2022), que establece incentivos económicos para fortalecer el acceso y las oportunidades en empleo y formación para las personas que salen de la cárcel.
La revista Forbes la consideró una de las cincuenta “Mujeres poderosas de Colombia” en 2020. En 2024 fue incluida en la lista 100 Women de la BBC.

## Biografía
Johana Bahamón nació en Cali, Valle del Cauca, el 27 de julio de 1982. Es hija de María Mercedes Gómez y Héctor Bahamón.
Se graduó profesional en Administración de Empresas del Colegio de Estudios Superiores de Administración (CESA). En el 2000 inició su trayectoria como actriz y después complementó su formación con cursos y talleres de actuación en Bogotá y en la Escuela de Cine de Nueva York. En 2004 en medio de sus estudios en el CESA,  debutó en la televisión, en la telenovela del Canal RCN La viuda de la mafia.
Luego de participar en 15 producciones y de su último protagónico en la serie “Tres Milagros”, se retiró de la actuación para dedicarse a trabajar en las cárceles. En el 2012 creó un grupo de teatro en la reclusión de mujeres El Buen Pastor de Bogotá, con el cual empezó su vinculación al sector carcelario. Desde entonces es gestora de segundas oportunidades para la población carcelaria y pospenada de Colombia. A la fecha, con la Fundación Acción Interna han logrado beneficiar a las 112.000 personas privadas de la libertad en las 132 cárceles de Colombia.
Gracias a su labor, fue nombrada por el Ministerio de Justicia y del Derecho como Embajadora de Buena Voluntad para promover la resocialización y humanización del sistema penitenciario (2014).

## Fundación Acción Interna
La Fundación Acción Interna es una entidad sin ánimo de lucro creada en el 2012 por Johana Bahamón para contribuir con la reincorporación familiar, social y laboral de la población carcelaria y pospenada de Colombia, y la reducción de la reincidencia. Tiene como objetivo dignificar y mejorar la calidad de vida, a través de la generación de segundas oportunidades, para personas que, en su mayoría, no han tenido ni siquiera una primera oportunidad.  Este propósito se ha venido logrado mediante el desarrollo de acciones alineadas al modelo de intervención y a las temáticas de cada una de sus líneas de acción (sensibilización, crecimiento interno, formación y productividad) que son realizadas gracias a las alianzas estratégicas entre la Fundación y los sectores público, privado y de cooperación internacional.
La Fundación Acción Interna ha logrado varios proyectos de reinserción y resocialización de la población carcelaria a través de diferentes proyectos entre los que se destacan el Restaurante Interno, el primer restaurante abierto al público dentro de una cárcel de mujeres en el mundo y seleccionado por la revista TIME como uno de los 100 mejores lugares en el mundo para visitar en el 2018. Fue cerrado debido al traslado de la cárcel de mujeres de Cartagena, Colombia, y la Agencia Interna, la primera agencia de publicidad en el mundo que opera al interior de una cárcel. En 2022, Johana promovió la Ley Segundas Oportunidades (2208 del 17 de mayo de 2022), que tiene como objetivo crear mayores oportunidades de acceso al mercado laboral para la población pospenada, personas en prisión domiciliaria, y las que se encuentren con libertad condicional. A su vez, esta Ley otorga  beneficios tributarios, económicos, corporativos y otros que impacten positivamente la estructura de costos de las empresas con relación a la contratación de este tipo de talento humano.
Según Pacto global, con sus proyectos productivos sociales y su metodología, la Fundación Acción Interna ha tenido incidencia en “la política pública que impacta a todas las personas privadas de la libertad, pospenados, y su proceso de resocialización, restaurativo y de reinserción”.

## Publicaciones
En el 2020 publicó su primer libro Historias Privadas de la Libertad con la editorial Planeta, que no solo narra el giro de 180 grados que vivió la autora, sino ocho historias de internos y pospenados que se han enfrentado a esas dos palabras que han perdido tanto sentido: segundas oportunidades. Algunos de los protagonistas han tenido la suerte de poder empezar una vida de cero, otros están en el proceso de conseguirlo y otros siguen esperando. Son todas historias generosamente contadas, desgarradoras y emotivas, que invitan a la reflexión.
En 2022 publicó su segundo libro Segundas Oportunidades con la misma editorial. En este cuenta las historias de cinco mujeres, mostrándonos la difícil realidad que viven los pospenados cuando, a pesar de haber pagado su deuda con la sociedad, salen a buscar oportunidades para construir una vida digna, lejos de la delincuencia, y se encuentran, una y otra vez, con puertas cerradas. Paralelamente, hace un recorrido por todo el trabajo que, a través de su Fundación, ha hecho para cambiar esta realidad y hace una invitación a la sociedad a reflexionar y ser parte de la solución.

## Distinciones y reconocimientos
Distinciones y reconocimientos de Bahamón como activista:
- Nominada como uno de los 30 Mejores Líderes de Colombia 2014, premio otorgado por la Revista Semana, Telefónica y la Fundación Liderazgo y Democracia; un reconocimiento para líderes públicos que hayan hecho avanzar la sociedad colombiana mediante un cambio positivo durante el periodo 2013-2014.
- En 2015 fue destacada en “Mujeres que le aportan a Colombia” por la revista Semana.
- En el 2017 fue nombrada embajadora de Reconciliación por la OEI y Reconciliación Colombia.
- Ganadora del premio Emprendedor Social del año EY (Ernst & Young) 2017.
- Premio Portafolio Aporte a la Comunidad 2017.
- INTERNO es seleccionado por la revista TIME dentro de los 100 Mejores Lugares del Mundo 2018.
- Mejor Empresaria en premios Politika 2018.
- Seleccionada por la Fundación Obama para el encuentro con el expresidente Obama y diez jóvenes líderes emergentes de Colombia.
- Condecoración “Premio Internacional de la Mujer 2019” creado por el Foro Internacional de Liderazgo, Cámara Nacional de la Mujer de México y Organización Mundial de Líderes.
- “Joven sobresaliente 2019” Cámara Junior de Colombia.
- Premio “Líder Incluyente 2019” otorgado por la Fundación ANDI y USAID , por el desarrollo de estrategias de competitividad inclusivas para la población vulnerable.
- Miembro Honorario Colegio de Abogados Penalistas de Colombia -marzo 2020.
- Premio nacional “Mujer Cafam 2020“
- Young Global Leader 2020 (YGL) of the World Economic Forum
- Ten Outstanding Young Person of the World – Toyp International 2020
- Personaje del año El Espectador 2020
- 50 mujeres poderosas de la revista Forbes 2020
- Orden a la mujer y a la democracia Policarpa Salavarrieta 2020
- Distinción Bartolina Sisa, otorgada por el Parlamento Andino 2021